# Steele-Insel
Die Steele-Insel ist eine in ost-westlicher Ausdehnung 20 km lange, 15 km breite und schneebedeckte Insel mit steilen, zerklüfteten Küstenhängen vor der Black-Küste des Palmerlands auf der Antarktischen Halbinsel. Sie liegt im etwa 20 km südöstlich des Kap Sharbonneau im Larsen-Schelfeis. 
Entdeckt wurde sie im Jahr 1940 von Mitgliedern der East Base bei der United States Antarctic Service Expedition (1939–1941). Benannt ist sie nach Clarence E. Steele (1912–1974), Zugmaschinenführer auf der East Base.